# Towarzystwo Gimnastyczne „Sokół” w Lesznie
Towarzystwo Gimnastyczne „Sokół” w Lesznie – założone 23 lutego 1902 r. Najstarsze leszczyńskie stowarzyszenie patriotyczno-sportowe, powstałe z inicjatywy Józefa Tylczyńskiego, miejscowego kupca i działacza polskiego. W okresie międzywojennym do „Sokoła” należało wielu znanych i wpływowych obywateli miasta Leszna.

## Towarzystwo Gimnastyczne „Sokół” w Lesznie w latach 1902-1905
Towarzystwo Gimnastyczne „Sokół” w Lesznie zostało założone w 1902 r. przez Józefa Tylczyńskiego przy wsparciu sekretarza adwokackiego Feliksa Bobowskiego, który został pierwszym prezesem „Sokoła” oraz Józefa Góreckiego, Jana Góreckiego, Henryka Sieradzona, Władysława Sieradzona, Alojzego Ziółkowskiego i Marcina Raszewskiego. Do Towarzystwa należało 44 leszczynian, w tym Józef Tylczyński – pierwszy naczelnik „Sokoła” leszczyńskiego.
Młodzi Sokoli na początku spotykali się i ćwiczyli w świeżo wówczas wybudowanym „Hotelu Ottona” (dzisiejszy róg Al. Krasińskiego i ul. Skarbowej w Lesznie). Lecz po kilku miesiącach właściciele hotelu przestali im udostępniać pomieszczenia. Poza tym raz w miesiącu odbywali zebrania, spotykając się w mieszkaniach prywatnych. Nowe gniazdo leszczyńskiego „Sokoła” od samego początku było prześladowane przez policję niemiecką. Druhowie „Sokoła” nie mogli swobodnie prowadzić ćwiczeń, dlatego zbierano się w różnych lokalach, ćwiczono w stodołach, lasach i zamiejscowych salach restauracyjnych. Część ćwiczeń młodzi leszczyńscy Sokoli wykonywali w takt melodii polskich oraz pieśni powstańczych, z przyborami budzącymi refleksje narodowe, np.: z laskami góralskimi, lancami ułańskimi, biało-czerwonymi chorągiewkami i szarfami.
Represje niemieckie zmierzające do zlikwidowania Towarzystwa były w tym czasie bardzo skuteczne. Władze zabraniały „Sokołom” urządzania zabaw tanecznych, wypożyczania sali do ćwiczeń, a osoby „Sokoła” leszczyńskiego wspierające były represjonowane. Także wielu obywateli niemieckich patrzyło na tę działalność z niechęcią, dlatego część „Sokołów”-kupców i rzemieślników wystąpiła z organizacji, obawiając się nieprzychylnej reakcji ze strony ich niemieckich klientów. Działania niemieckie okazały się na tyle skuteczne, że po kilku latach borykania się z trudnościami ze strony miejscowej władzy, działalności postanowiono w 1905 r. zawiesić na czas nieokreślony. Zła sytuacja gniazda leszczyńskiego spowodowana była także tym, że Leszno w tym okresie było miastem ze zdecydowaną przewaga ludności niemieckiej. Według oficjalnych spisów niemieckich Polacy do 1910 r. stanowili około 12% mieszkańców miasta.

## Powstanie klubu Polonia Leszno
Pomimo iż działalność „Sokoła” w Lesznie została zakazana, Sokoli leszczyńscy włączali się lub byli inicjatorami innych działań sportowych i patriotycznych. Między innymi Józef Tylczyński, wraz z adwokatem Adamem Ruszczyńskim i księdzem Czesławem Starką, był jednym z inicjatorów powołania w Lesznie w 1912 r. polskiego klubu sportowego Polonia Leszno. Nowy klub współtworzyło także Towarzystwo Terminatorów działające od 1909 r.

## Sokoli leszczyńscy w powstaniu wielkopolskim
W październiku 1918 r. Józef Górecki (brat Jana), współzałożyciel „Sokoła” w 1902 r., był członkiem pięcioosobowego Tajnego Komitetu Narodowego, a także członkiem Rady Ludowej na miasto Leszno i delegatem do Sejmu Dzielnicowego w Poznaniu. Następnie Komendant Straży Ludowej w Lesznie. Po wybuchu powstania wielkopolskiego internowany przez władze niemieckie w styczniu 1919 r. W styczniu 1920 r., po swoim powrocie z internowania (w sierpniu 1919 r.), odebrał symboliczne klucze do miasta od niemieckiego burmistrza. O znaczeniu i roli jaką odegrało TG „Sokół” w Lesznie świadczy fakt, że Rada Ludowa (powołana 20 listopada 1918 r.) na teren miasta i powiatu, już 13 grudnia 1918 r. reaktywowała Towarzystwo Gimnastyczne „Sokół” w Lesznie, które w tamtych dniach miało charakter organizacji wojskowej. Jednak do pełnego wznowienia działalności jeszcze nie doszło z powodu wybuchu powstania wielkopolskiego. Polska młodzież wojskowa w Lesznie organizowała się w tym czasie pod komendą Stanisława Ratajczaka w Towarzystwie Gimnastycznym „Sokół” w pierwszych dniach stycznia 1919 r. Ćwiczono oraz omawiano aktualne wydarzenia. Po rozkazie niemieckiej komendy miasta do obowiązkowego i natychmiastowego wstąpienia młodzieży w wieku wojskowym do niemieckiego Heimatschutzu, po tajnej naradzie młodzieży w Lesznie, postanowiono opuścić miasto i udać się do powstańczych oddziałów polskich tworzących się w Krzywiniu, Kościanie i Śmigłu.

## „Sokół” leszczyński w latach 1920-1939
Sprzyjające dla „Sokoła” warunki powstały dopiero po odzyskaniu przez Polskę niepodległości, na co duży wpływ miało osiedlenie się w Lesznie byłych działaczy Towarzystwa Gimnastycznego „Sokół” w Berlinie, do którego należał m.in. Julian Lange – Komendant Straży Ludowej, która miała znaczący wpływ na przebieg powstania wielkopolskiego. Towarzystwa Gimnastyczne „Sokół” w Lesznie zostało oficjalnie reaktywowane 23 stycznia 1920 r. „Sokół” leszczyński już w pierwszych miesiącach po reaktywowaniu gniazda uruchomił cotygodniowe ćwiczenia na sali miejskiej. Zajęcia odbywały się późnymi wieczorami, najczęściej w piątki. Już w 1921 r. liczba członków Towarzystwa Gimnastycznego „Sokół” w Lesznie wynosiła 152 druhów ze średnią liczbą ćwiczących 36 i stale wzrastała. Już 29 czerwca 1921 r. odbył się w Lesznie I zlot Okręgu Leszczyńskiego w wolnej Polsce, który zaprezentował mieszkańcom efekty pracy sokolej w ćwiczeniach wolnych i lekkiej atletyce. Ćwiczeniami kierował „Sokół” leszczyński, naczelnik Okręgu Leszczyńskiego Stanisław Szurkowski. W zlocie udział wzięła młodzież sokola z gniazda leszczyńskiego w liczbie 162 druhów. Następnie Sokoli z Leszna wzięli udział w zlocie związkowym w Warszawie w dniach 8-10 lipca 1921.
Kierownikami drużyn ćwiczących „Sokoła” leszczyńskiego byli m.in.: Tomasz Kozłowski, Stanisław Szurkowski i Mieczysław Szurkowski. Funkcję sędziów okręgowych pełnili: Wojciech Rydlewicz, Władysław Zwierzyński oraz Czesław Muszyński. W 1923 r. nastąpiło uroczyste poświęcenie sztandaru, chorążym w poczcie sztandarowym został Jan Chudziński. „Sokół” leszczyński brał regularny udział w zawodach sportowych – pięcioboju Stowarzyszeń Sportowo-Wychowawczych z terenu Powiatu Leszczyńskiego, które odbywały się w „Grodach Leszczyńskich”. W 1925 r. do Towarzystwa Gimnastycznego „Sokół” w Lesznie należało już 210 druhów, z oddziałem młodzieży liczącym 92 osoby. Co najmniej od 1928 r. następuje wzrost zainteresowania lekką atletyką. Treningi lekkoatletyczne odbywały się na sali miejskiej lub boisku „Sokoła” pod okiem naczelnika gniazda. Od 1929 r. coraz większą popularnością cieszy się piłka nożna w „Sokole”, w związku z czym zajęcia i treningi piłkarskie odbywały się kilka razy w tygodniu. W sezonie 1928/1929 drużyna piłki nożnej „Sokoła” zostaje mistrzem klasy C w Poznańskim Okręgowym Związku Piłki Nożnej i tym samym awansuje do wyższej klasy rozgrywek.
Poczet sztandarowy wraz z liczną grupą druhów Towarzystwa Gimnastycznego „Sokół” w Lesznie brał udział we wszystkich uroczystościach upamiętniających święta narodowe i religijne. Miało to również miejsce podczas obchodów upamiętniających powstanie wielkopolskie w regionie leszczyńskim tzw. „Grupy Leszno” 6 stycznia 1929 r. Około 1931 r. „Sokół” Leszno uzyskał awans do klasy A, zwiększając zainteresowanie i tak już popularną dyscyplinę sportu. W tym okresie Sokoli leszczyńscy nie ograniczali się tylko do pracy w „Sokole”. Włączali się także w organizację większych uroczystości organizowanych na terenie miasta i powiatu. Podczas spotkań zarządów Towarzystw, które przyciągały prawie wszystkie działające stowarzyszenia w Lesznie, Sokoli leszczyńscy obejmowali najwyższe funkcje, kierując ich pracami.
Towarzystwo Gimnastyczne „Sokół” w Lesznie bardzo często było gospodarzem zlotów Okręgu Leszczyńskiego – zrzeszającego szereg Towarzystw z całego regionu, co wynikało z tego, że „Sokół” w Lesznie posiadał budynek do ćwiczeń i boisko, na którym można było sprawnie rozgrywać zawody. Organizację zlotu okręgowego w Lesznie zawsze poprzedzało plenarne zebranie druhów gniazda leszczyńskiego. Dzięki sprawnym przygotowaniom zloty leszczyńskie przyciągały po kilka tysięcy widzów.
W „Sokole” leszczyńskim uprawiano gimnastykę, lekkoatletykę, piłkę ręczną, piłkę nożną, siatkówkę, tenis, kolarstwo i pływanie, a w latach 30. także boks, którego sekcja przy „Sokole” leszczyńskim została najprawdopodobniej uruchomiona na przełomie 1933 i 1934 r. Oprócz zawodów lekkoatletycznych i ćwiczeń zbiorowych opracowywano również pokazy taneczne tańców narodowych, m.in. oberka, kujawiaka, trojaka, mazura, krakowiaka. Sokolstwo leszczyńskie brało udział w wiosennych zawodach strzeleckich i lekkoatletycznych (Przysposobienia Wojskowego i Wychowania Fizycznego) z jednostką wojskową stacjonującą w Lesznie (55 p. piechoty, 17 p. ułanów. Sokoli urządzali obchody 3 Maja, świąt państwowych, narodowych i kościelnych, wśród których szczególne znaczenie miały obchody powstania wielkopolskiego, w którym Sokolstwo wielkopolskie odegrało rolę decydującą. Ponadto uprawiano strzelectwo oraz ćwiczenia polowe. Odbywano także wycieczki, majówki, spotkania towarzyskie. Co miesiąc odbywały się spotkania. Organizowano zabawy karnawałowe i sylwestrowe. Budynek udostępniano miejscowym towarzystwom, organizacjom i partiom politycznym.
W „Sokole” leszczyńskim obchodzono rocznice powstań narodowych, na które zapraszano wybitnych intelektualistów leszczyńskich, m.in. prof. Bolesława Karpińskiego, który dawał wykłady m.in. o powstaniu listopadowym. Ponadto gniazdo organizowało pogadanki, monologi, deklamacje, wykłady, wiece oraz kursy, na których krzewiono ducha narodowego i przysposabiano do służby wojskowej. „Sokół” leszczyński brał udział w wielu Zlotach Sokolstwa Polskiego, tak w kraju, jak i za granicą, m.in. W Warszawie w 1921, Poznaniu w 1929, we Lwowie w 1933, w Katowicach w 1937, a także Belgradzie, Berlinie i Pradze. Działalność Sokołów leszczyńskich w 1937 r. została doceniona przez zarząd Związku Towarzystw Gimnastycznych „Sokół”, który przyznał Zaszczytną Odznakę Sokoła, najwyższe odznaczenie ZTG „Sokół” w Polsce, 5 członkom gniazda z Leszna, w tym Franciszkowi Wróblewskiemu, Wojciechowi Juśkowiakowi, Janowi Chudzińskiemu, Tomaszowi Kozłowskiemu oraz Wojciechowi Rydlewiczowi.
W drugiej połowie lat 30. nastąpił w „Sokole” leszczyńskim wzrost zainteresowania tenisem ziemnym, doprowadziło to do uruchomienia sekcji tenisa przy Towarzystwie. Prowadzenie zajęć z gry w tenisa i późniejsze rozgrywanie meczów pomiędzy drużyną „Sokoła” a zawodnikami innych klubów było możliwe za sprawą kortów tenisowych, które wybudowane zostały na boisku „Sokoła”. Sporym zainteresowaniem w środowisku leszczyńskim cieszyły się również mecze piłki nożnej między drużyną „Sokoła” a miejscowym klubem Polonia Leszno.
Do wybuchu wojny „Sokół” w Lesznie był organizacją nowoczesną, często sięgającą po dyscypliny sportu dopiero wchodzące do Polski i słabo znane, chętnie uprawiano także dyscypliny zyskujące na popularności. Sokoli leszczyńscy byli prekursorami pewnych dyscyplin w Polsce, m.in. w przypadku norweskiej dyscypliny narciarskiej „skjoring”, która polegała na jeździe na nartach ciągnionych przez konie lub pojazdy mechaniczne. Towarzystwo Gimnastyczne „Sokół” w Lesznie przez cały okres swojej działalności było organizacją otwartą dla wszystkich, co więcej, druhowie co jakiś czas zamieszczali ogłoszenia w prasie leszczyńskiej zachęcające mieszkańców do uczestniczenia w ćwiczeniach wszystkich działających przy „Sokole” sekcji sportowych. Prasa leszczyńska chętnie zamieszczała ogłoszenia lub relacje z imprez „Sokoła”, które cieszyły się dużą popularnością. Towarzystwo Gimnastyczne „Sokół” w Lesznie było podporą działalności Okręgu Leszczyńskiego. Druhowie gniazda leszczyńskiego obejmowali większość najwyższych stanowisk w zarządzie Okręgu Leszczyńskiego. Sokoli z Leszna osiągali także najlepsze wyniki sportowe spośród wszystkich druhów Okręgu Leszczyńskiego.

## Towarzystwo Gimnastyczne „Sokół” w latach 1939-1947
Działalność Towarzystwa Gimnastycznego „Sokół” w Lesznie przerwała II wojna światowa. Dla wielu członków Towarzystwa Gimnastycznego „Sokół” okazała się tragiczna. W ramach operacji Tannenberg 21 października 1939 r. rozstrzelani zostali: Prezes Okręgu Leszczyńskiego – druh Bronisław Kotlarski, sekretarz Okręgu – Stanisław Szal, dr Mieczysław Opatrny, Stefan Samolewski, Władysław Nowak. Naczelnik „Sokoła” leszczyńskiego Tadeusz Rydlewicz został aresztowany w Kołomyi przez NKWD w 1940, wkrótce ślad po nim zaginął. Po wojnie Sokoli leszczyńscy jeszcze raz podjęli się reaktywacji Towarzystwa, zgody na rejestrację jednak nie otrzymali i w 1947 r. „Sokół” decyzją władz został rozwiązany.

## Reaktywacja
Po 1989 roku miejscowi Sokoli leszczyńscy kilkakrotnie podejmowali próbę reaktywowania gniazda w Lesznie, bez powodzenia. Do reaktywowania działalności Towarzystwa Gimnastycznego „Sokół” w Lesznie doszło dopiero 12 lipca 2011 r. z inicjatywy Damiana Małeckiego. Spotkanie reaktywujące „Sokoła” leszczyńskiego poprzedziła msza św. w kościele Św. Antoniego w Lesznie. Następnie odbyły się oficjalne uroczystości w Centrum Kultury i Sztuki na ul. Narutowicza w Lesznie. Do Towarzystwa zapisało się 19 osób, doszło także do wyboru zarządu, którego I prezesem został Damian Małecki. Tworzącemu się gniazdu wsparcia udzielił Grzegorz Mierzyński z sąsiedniego gniazda w Bukówcu Górnym. Reaktywowany „Sokół” leszczyński w swojej działalności nawiązuje do TG „Sokół” w Lesznie powstałego w 1902 r.